# Tamara Pieńko

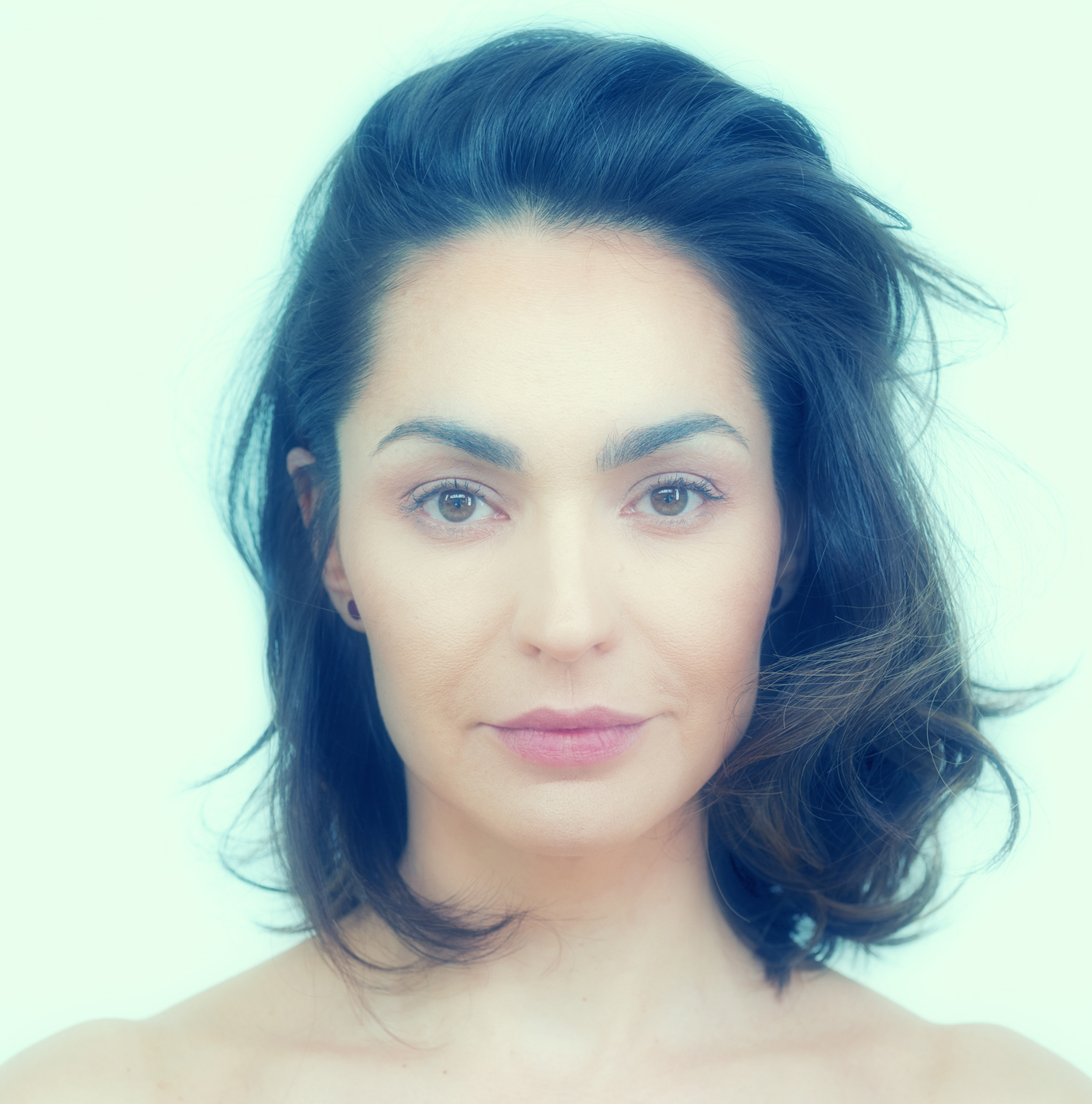
Tamara Pieńko

Tamara Pieńko (ur. 20 sierpnia 1977 we Wrocławiu) – polska artystka, fotografka, portrecistka, z tytułem licencjata fotograficznego Instytutu Fotografii Kreatywnej w Krakowie, magister ekonomii. Członkini Okręgu Warszawskiego Związku Polskich Artystów Fotografików. Członkini Stowarzyszenia Autorów ZAiKS. Założycielka Fundacji S he for Art, wspierającej działalność artystyczną oraz edukacyjną. Wydawczyni S he for Art. Założycielka Pieńko Studio. 

## Twórczość
W 2006 roku uzyskała tytuł licencjata fotograficznego Instytutu Fotografii Kreatywnej w Krakowie. Autorka projektów fotograficznych o charakterze społecznym i edukacyjnym – do tych najstarszych należą m.in. „Droga do szczęścia” (pokłosie współpracy z radiem Chilli Zet), „Matka i córka”, „Morsy”, „Cicha obecność”. Prace artystki to ekspozycja tematów dotykających egzystencji w jej prawdziwym, ludzkim wymiarze. W ostatnich latach stworzyła projekty autorskie takie jak cykl fotografii „Kolekcjonerzy”, który pokazuje ludzi z pasją, „Rodzina” – to historia młodego małżeństwa żyjącego poza miastem. „Wdzięczność” to bardzo osobisty projekt artystki, w którym fotografia odegrała funkcję swoistego narzędzia terapeutycznego, wspomagającego eksplorowanie emocji kobiet i ich konfrontację z nagością. Projekt „Wdzięczność” jest owocem współpracy z dr Alicją Długołęcką. „Iberia” to materiał zrealizowany w Hiszpanii a motywacją do powstania tego cyklu była niedokończona książka polskiego podróżnika Olgierda Budrewicza. W 2022 fotografka zaprezentowała kolejny projekt pt. „VII Symfonia. Dźwięki miłości”. To projekt całkowicie poświęcony wybitnemu fotografowi, Tadeuszowi Rolke, który zaprosił artystkę w niezwykłą podróż, pozwalając jej być świadkiem jego najdelikatniejszej sfery jestestwa. Ta wyjątkowa współpraca spowodowała iż autorka cyklu stała się powierniczką jego miłosnych wspomnień. Mistrz fotografii, odsłania swoją wrażliwość, filozoficzne rozważania, opierające się o doświadczenia z dalekiej przeszłości, które konfrontuje z tymi teraźniejszymi. Inspiracją dla powstałego cyklu fotograficznego były poematy autorstwa Mistrza, wzbogacone o osobiste rozmowy z autorką zdjęć, jak i projekt „Beatrycze”, który powstał czterdzieści lat temu i jest jednym z ważniejszych dzieł Tadeusza Rolke.  
.Portrecistka wielu polskich osobistości w tym ze świata kultury i sztuki – filmowych i teatralnych,  muzyki, sportu i sceny politycznej. Jej prace były prezentowane w najpopularniejszych magazynach na polskim rynku czasopism (m.in.) „Press”, „Twój Styl”, „Newsweek”, „Wysokie Obcasy”, „Wysokie Obcasy Eksta”, „Logo”, „Pani”, „Uroda i życie”, "Gala”, „Aktywni”, „Kikimora”. Jest fotografem komercyjnym, pracującym dla agencji reklamowych w kraju i zagranicą.  
Inicjatorka warsztatów propagujących wiedzę z dziedziny fotografii. Współautorka psychoedukacyjnych zajęć warsztatowych dla kobiet, których motywem przewodnim jest odkrywanie wdzięczności do własnego ciała. Warsztaty kobiet są inspirowane projektem o tym samym tytule „Wdzięczność”. Jej fotografie były prezentowane w formie wystaw autorskich. 
W 2018 roku pojawiła się pierwsza publikacja książkowa artystki pt. „Wdzięczność”, której współautorką jest Alicja Długołęcka. Publikacja została wyróżniona Nagrodą Honorową w konkursie PTWK Najpiękniejsza Książka Roku 2018. W 2022 roku został opublikowany jej kolejny cykl pt. „VII Symfonia. Dźwięki miłości”. W 2024 została przyjęta w poczet członków rzeczywistych Okręgu Warszawskiego Związku Polskich Artystów Fotografików.

## Publikacje (książki)
- „Wdzięczność” Fotografie 2017–2018 - wspólnie z Alicją Długołęcką (red. Bożena Pierga, przełożył Janusz Ochab, wydawca Drukarnia Akapit na zlecenie Fundacja S he 2018, ISBN 978-83-7825-045-6)[35]
- „VII Symfonia. Dźwięki miłości”, album 2022 (red. Bożena Pierga, przełożył Janusz Ochab, wydawca Fundacja S he for Art  2022, ISBN 978-83-961816-1-9)[36]
- "Kosmogonia" - wspólnie z Januszem Marynowskim (red. Bożena Pierga, przełożył Janusz Ochab, wydawca Fundacja S he for Art  2022, ISBN 978-83-961816-2-6)[37]